# Romanschulzia subclavata
Romanschulzia subclavata är en korsblommig växtart som beskrevs av Reed Clark Rollins. Romanschulzia subclavata ingår i släktet Romanschulzia och familjen korsblommiga växter. Inga underarter finns listade i Catalogue of Life.